# 拉博雷茨河

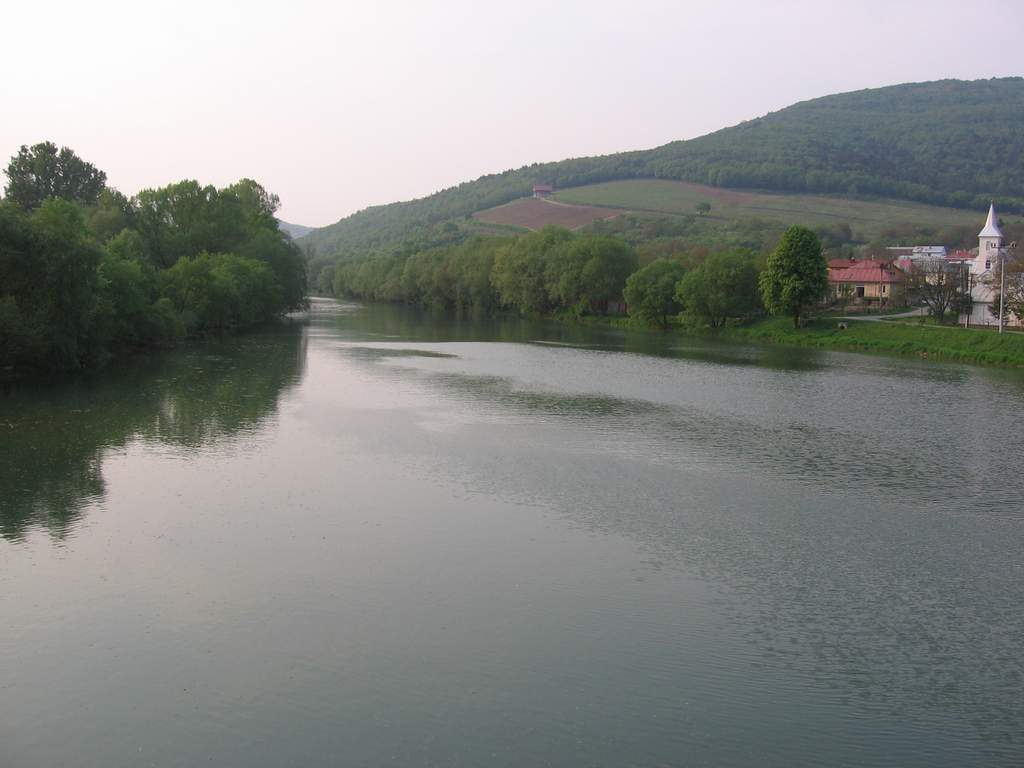

拉博雷茨河是斯洛伐克的河流，位於該國東部，屬於拉托里察河的友流，河道全長129公里，流域面積4,522.5平方公里，河畔城鎮有斯特拉日斯凱。
48°36′N 22°00′E / 48.600°N 22.000°E